# Albrecht Altdorfer
Albrecht Altdorfer (???, 1480. – Regensburg, 12. veljače 1538.) je bio njemački slikar i grafičar; predstavnik tzv. renesansne dunavske škole.
Altdorfer pod utjecajem reformacije sakralne teme prikazuje slobodnije i bez patetike, smješta ih u krajolik komponiran u dubokom i širokom prostoru. U tom duhu naslikao je ciklus slika iz života Blažene Djevice Marije (Rođenje Marijino; Bijeg u Egipat).
Među prvima slika samostalan (čisti) krajolik s usklađenim efektima svjetla i sjene te s pomno izrađenim detaljima. Takva je njegova serija krajolika (npr. slika Dva bora), a u začuđujuće kompiniranoj slici Bitka kod Isa, koju je naslikao za Guglielma Bavarskog, prikaz masovne bitke u prvom planu potpuno je zatomljen fantstičnim pejzažom i svjetlosnim efektima na nebu.
U bakrorezu, a potom u drvorezu, stvara grafička djela manjih formata bliskih Albrechtu Düreru.

## Odabrana djela
- Sveti Jeronim, 1507., ulje na dasci, 23,5 × 20,4 cm, Berlin.
- Sveti Juraj u šumi, 1520., 28,2 × 22,5 cm, Alte Pinakothek, München.
- Dunavski krajolik kod Regensburga, 1528., Alte Pinakothek, München.

## Poveznice
- Rana renesansa

## Vanjske poveznice
- Albrecht Altdorfer na "History of Art"  Arhivirana inačica izvorne stranice od 21. travnja 2021. (Wayback Machine)